# 罗伊·威廉斯 (田径运动员)
罗伊·威廉斯（英語：Roy Williams，1934年9月9日—），新西兰男子田径运动员。他曾代表新西兰参加1958年、1966年和1970年英联邦运动会田径比赛，其中1966年大英帝国和英联邦运动会获得一枚金牌。